# Wonder Woman (pilotní díl)
Wonder Woman je pilotní díl nerealizovaného amerického dobrodružného fantasy televizního seriálu. Vznikl v roce 2011 a natočil jej Jeffrey Reiner. Televizní snímek na motivy komiksových příběhů o Wonder Woman byl vyroben jako pilot pro plánovaný seriál stanice NBC, která se však rozhodla si pořad neobjednat. Realizovaný pilotní díl nebyl nikdy oficiálně vysílán.

## Příběh
Diana Themyscira vede v Los Angeles velkou společnost Themyscira Industries, zároveň ale bojuje proti zločincům jako Wonder Woman. Diana se svou superhrdinskou činností nijak neskrývá a vystupuje tak i v médiích, aby však měla klid pro sebe, používá navíc i skrytou totožnost Diany Prince. V podobě Wonder Woman podezřívá svoji obchodní konkurentku, Veronicu Cale, že distribuuje nelegální drogy, které dávají uživatelům nadlidské schopnosti a které ovšem mohou také lidi znetvořit.

## Obsazení
- Adrianne Palicki jako Wonder Woman / Diana Themyscira / Diana Prince
- Elizabeth Hurley jako Veronica Cale
- Tracie Thoms jako Etta Candy
- Pedro Pascal jako Ed Indelicato
- Cary Elwes jako Henry Detmer
- Justin Bruening jako Steve Trevor